# EOS memory
Pour les articles homonymes, voir EOS.
L'EOS Memory (ECC on SIMMs) est une technologie de correction d'erreurs intégrée dans les modules SIMM (Single Inline Memory Module). Cette technologie est utilisée pour mettre à niveau les ordinateurs haut de gamme non munis de mémoire à code correcteur d'erreurs.
Le module SIMM muni d'EOS Memory fait lui-même la correction d'erreurs, sans avoir besoin de modules de correction d'erreurs dans le contrôleur mémoire,.

## Historique
Cette technologie a été introduite par IBM au milieu des années 1990.

## Source de la traduction
- (en) Cet article est partiellement ou en totalité issu de l’article de Wikipédia en anglais intitulé « EOS memory » (voir la liste des auteurs).